# Rezolucija Vijeća sigurnosti UN-a 817
Rezolucijom Vijeća sigurnosti UN-a 817, jednoglasno usvojenom 7. travnja 1993. godine, nakon razmatranja zahtjeva Republike Makedonije za članstvo u Ujedinjenim narodima, vijeće je preporučilo Općoj skupštini da Makedonija bude primljena u članstvo Ujedinjenih naroda, ove države privremeno se za sve potrebe unutar Ujedinjenih naroda naziva "Bivša Jugoslavenska Republika Makedonija" do rješenja razlike koja je nastala oko imena države.
Međutim, Vijeće je također primijetilo razlike koje su se pojavile oko imena države i pozdravilo supredsjedatelje Upravnog odbora Međunarodne konferencije o bivšoj Jugoslaviji na njihovim naporima da riješe spor. Zbog toga je Vijeće odlučilo da država bude primljena pod privremenim nazivom "Bivša Jugoslavenska Republika Makedonija" dok se spor ne riješi.

## Vanjske poveznice
| Wikizvor | Engleski Wikizvor ima izvorni tekst na temu: United Nations Security Council Resolution 817 |

- Text of the Resolution at undocs.org